# Jacob A. Beidler

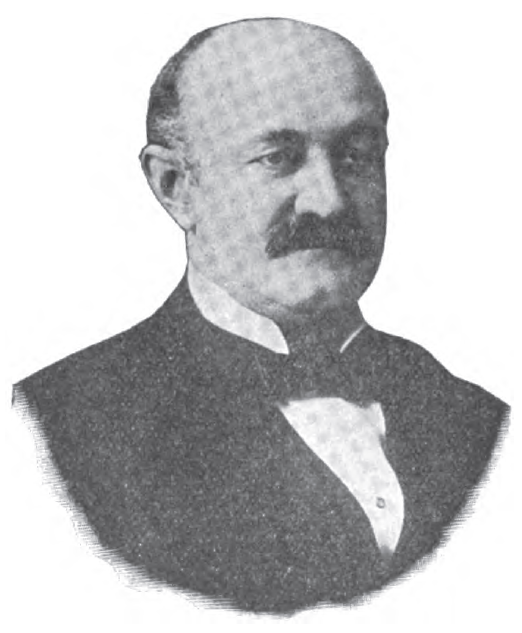
Jacob A. Beidler

Jacob Atlee Beidler (* 2. November 1852 in Tredyffrin Township, Chester County, Pennsylvania; † 13. September 1912 in Willoughby, Ohio) war ein US-amerikanischer Politiker der Republikanischen Partei. Vom 4. März 1901 bis 3. März 1907 war er Mitglied des Repräsentantenhauses der Vereinigten Staaten für den 20. Kongressdistrikt des Bundesstaates Ohio.

## Biografie
Jacob A. Beidler wurde in Tredyffrin Township in Pennsylvania geboren. Er besuchte die Schulen des Chester Countys. 1873 zog er nach Willoughby in Ohio um. Dort war er als Kohlenhändler tätig. 1881 war er Mitglied des Stadtrates seiner Heimatstadt. Im gleichen Jahr zog er auf die Belle Vernon Farm, in der Nähe von Willoughby, wo er fortan lebte. 1896 war er Mitglied des Electoral College. 
1900 wurde er als Vertreter des 20. Distrikts von Ohio ins US-Repräsentantenhaus gewählt. Er diente dort für seinen Heimatwahlkreis drei Legislaturperioden lang. 1906 wurde er von seiner Partei nicht mehr nominiert, sein Nachfolger im House wurde L. Paul Howland. Beidler zog sich wieder auf seine Farm zurück. Vor seinem Tod saß er im Staatlichen Landwirtschaftsausschuss von Ohio. Beidler starb 1912 auf seiner Farm. Er wurde auf dem Lake View Cemetery in Cleveland beigesetzt. 